# Vicolungo
Vicolungo là một đô thị ở tỉnh Novara ở vùng Piedmont của Ý, tọa lạc cách 80 km về phía đông bắc của Torino and about 12 km về phía tây bắc của Novara. Tại thời điểm ngày 31 tháng 12 năm 2004, đô thị này có dân số 857 người và diện tích là 13,4 km².
Vicolungo giáp các đô thị: Arborio, Biandrate, Casaleggio Novara, Landiona, Mandello Vitta, Recetto, và San Pietro Mosezzo.